# Gardnerville
Gardnerville è un census-designated place (CDP) degli Stati Uniti, situato nella Contea di Douglas nello stato del Nevada. Nel censimento del 2000 la popolazione era di 3.357 abitanti.

## Geografia fisica
Secondo i rilevamenti dell'United States Census Bureau, la località di Gardnerville si estende su una superficie di 12,4 km², tutti occupati da terre.

## Popolazione
Secondo il censimento del 2000, a Gardnerville vivevano 3.357 persone, ed erano presenti 870 gruppi familiari. La densità di popolazione era di 270 ab./km². Nel territorio comunale si trovavano 1.556 unità edificate. Per quanto riguarda la composizione etnica degli abitanti, l'89'93% era bianco, lo 0,45% era afroamericano, l'1,07% era nativo, l'1,28% era asiatico e lo 0,09% proveniva dall'Oceano Pacifico. Il 5,30% della popolazione apparteneva ad altre razze e l'1,88% a più di una. La popolazione di ogni razza ispanica corrispondeva all'11,83% degli abitanti.
Per quanto riguarda la suddivisione della popolazione in fasce d'età, il 22,6% era al di sotto dei 18, il 7,5% fra i 18 e i 24, il 28,3% fra i 25 e i 44, il 21,1% fra i 45 e i 64, mentre infine il 20,4% era al di sopra dei 65 anni di età. L'età media della popolazione era di 39 anni. Per ogni 100 donne residenti vivevano 93,0 maschi.